# Ольга Костянтинівна
Ольга Костянтинівна (3 вересня 1851, Павловськ — 18 червня 1926, Рим) — російська велика княжна, королева-консорт Грецького королівства, регентка Греції у листопаді — грудні 1920 року. Представниця династії Гольштейн-Готторп-Романових.

## Біографія
Старша дочка генерал-адмірала, великого князя Костянтина Миколайовича і Александри Саксен-Альтенбурзької. Рідна сестра російського поета, великого князя Костянтина Костянтиновича. Племінниця Олександра II. Онука імператора Миколи I. Бабця герцогині Кентської і Філіппа Единбурзького (його дружина — королева Великої Британії Єлизавета II).

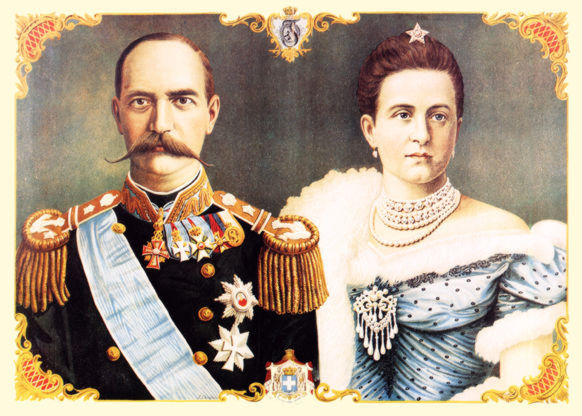
Ольга Костянтинівна і король Георг I, 1903 рік

Дружина короля Греції Георга I, сина Кристіана IX і Луїзи Гессен-Кассельської, брата Фредеріка VIII, Олександри, Марії Федорівни, Тіри і Вальдемара.

Особовий прапор королеви Ольги

Вінчання короля Греції Георга I з великою княжною відбулося в Санкт-Петербурзі 15 жовтня / 27 жовтня 1867 року. Шлюб, що зміцнив дипломатичні відносини між Королівством Греція і Російською імперією і зблизив дві правлячі династії, — одна з удач російської дипломатії. Зміцнення російських позицій у важливому Середземноморському регіоні, тим більше напередодні загрози військового конфлікту з Османською імперією, було надзвичайно важливим.
Королева займалася благодійністю, зокрема заснувала в Піреї, в якому перебувала база російського флоту, військово-морський госпіталь. Вона також відкрила медичні курси для жінок і сама відвідувала їх. З початку Першої світової війни приїхала до Росії, працювала в госпіталях, допомагаючи пораненим.
У розпал Балканських воєн з Османською імперією, що почалася в 1912 року, король Георг I став жертвою терористичного акту. Після його загибелі королева Ольга Костянтинівна, перебуваючи до революції в Російській імперії, жила в тому числі і в Костянтинівському Палаці (Стрільна), резиденції Костянтиновичів (нині — Палац Конгресів).
Померла 1926 року. Спочатку тіло було поховане у крипті православної церкви Різдва Христового та Миколи Чудотворця у Флоренції (Грецький королівський дім використовував одне з приміщень крипти як усипальниці для монархів-вигнанців). 1936 року після відновлення монархії в Греції, відбулося перепоховання останків королеви Ольги у Татої — садибі грецьких королів в околицях Афін

## Діти
- Костянтин I (1868 — 1923) — король Греції (1913—1917/1920-1922)
- Георгій (1869 — 1957) — граф Корфський, чоловік принцеси Марі Бонапарт
- Олександра (1870 — 1891) — дружина Павла Олександровича
- Микола (1872 — 1938) — чоловік Олени Володимирівни
- Марія (1876 — 1940) — дружина Георгія Михайловича
- Ольга (1880), померла у віці 7 місяців.
- Андрій (1882 — 1944) — чоловік Аліси Баттенберг, батько Філіппа Единбурзького.
- Христофор (1888 — 1940) — батько принца Михайла Грецького.